# Гергертсгаузен
Гергертсгаузен (нім. Hörgertshausen) — громада в Німеччині, розташована в землі Баварія. Підпорядковується адміністративному округу Верхня Баварія. Входить до складу району Фрайзінг. Складова частина об'єднання громад Мауерн.
Площа — 21,47 км2. Населення становить 1969 ос. (станом на 31 грудня 2020).